# Marcus Zuerius van Boxhorn
Pour les articles homonymes, voir Boxhorn (homonymie).
Marcus Zuerius van Boxhorn (ou Marcus Zuerius Boxhornius), latinisé de son nom flamand Marc Zuer van Boxhorn, né le 28 août 1612 plutôt que 1602 à Berg-op-Zoom et mort le 3 octobre 1653 à Leyde, est un grammairien néerlandais.
Étendant des découvertes faites par des contemporains, il soupçonna l'existence d'une ancienne langue commune aux langues néerlandaise, grecque, latine, perse, germaniques, slaves, celtes et baltes ; langue-ancêtre qu'il baptisa du nom « scythique » (l'indo-européen).

## Biographie
« Enfant prodige » selon Pierre Bayle, Boxhorn est né en 1602 ou 1612 selon les auteurs. Il était fils et petit-fils de pasteur. Sa famille maternelle, les Boxhorn est d'origine bruxelloise et issue des Lignages de Bruxelles : le pasteur Henri Boxhorn, grand-père maternel de notre érudit est le fils de Melchior Boxhorn et de la bruxelloise Gudule Labus. Ce Henri Boxhorn, né à Bruxelles en 1550, d'abord prêtre catholique, puis passé à la Réforme luthérienne puis calviniste, cité à Bréda de 1602 à 1625, est mort à Leyde, probablement en 1631; il s'y était réfugié avec ses deux petits-fils après la prise de Bréda par Spinola, en juin 1625
Protégé de Heinsius, il fut son successeur à la chaire d'éloquence de l'université de Leyde. Si sa réputation semble avoir été grande (Christine de Suède lui aurait proposé un « emploi considérable »), il se heurta cependant à des critiques et des conflits, ne laissant pas, finalement, un souvenir aussi brillant que celui de son maître Heinsius. Sa carrière a souffert en effet incontestablement de sa hâte à publier. Ainsi son édition de l’Histoire Auguste fut sévèrement critiquée, ainsi que ses commentaires à Suétone, ou ses Questions romaines (1637). Un groupe d'universitaires d'Altdorf furent de critiques sévères de Boxhorn. Ce dernier se perdit également en querelles avec son collègue Claude Saumaise à Leyde, leur opposition n'étant pas liée à des questions grammaticales mais à des disputes de clan académiques et des divergences sur la question de la place du prêt et de l'usure dans la société, le rigorisme traditionnel de Boxhorn s'opposant aux convictions plus libérales de Saumaise

## Thèse scythique

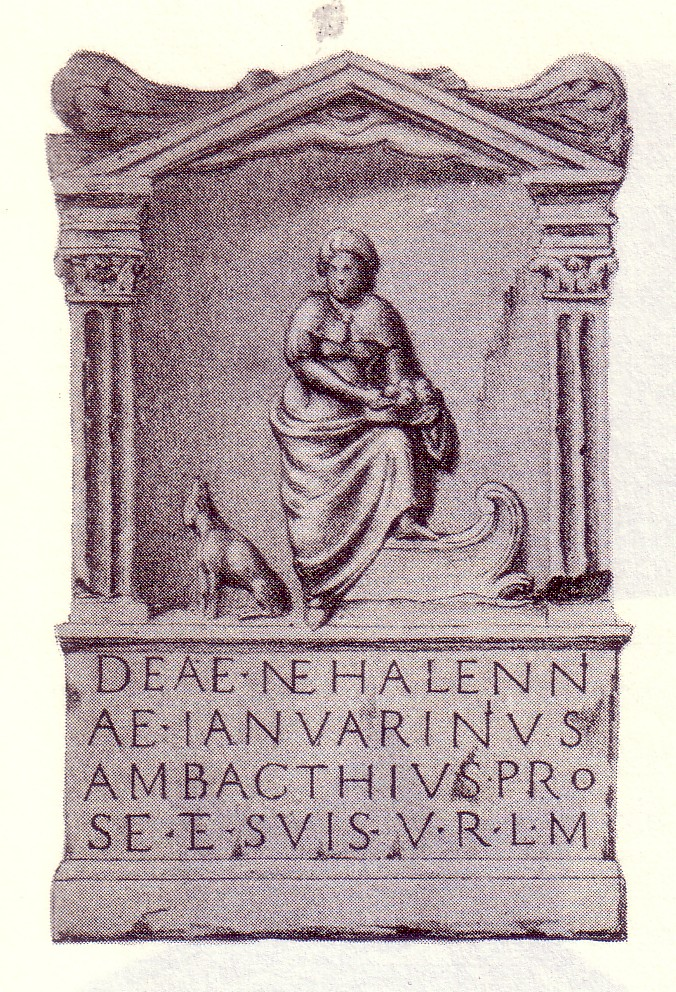
Autel de Nehalennia à Dombourg (planche 7 n° 15a de Janssen, De Romeinsche Beelden en Gedenksteenen van Zeeland, Leyde, 1845).

Dès les années 1630, Boxhorn s'intéresse aux liens existant entre les langues européennes. Depuis la découverte de similitudes entre le persan et le néerlandais, popularisée par Juste Lipse en 1602, l'université de Leyde était devenue un centre important de réflexion sur les parentés et les origines des langues. Boxhorn publie ainsi une longue lettre savante, intitulée Des mots perses enregistrées par Quinte Curce et de leur parenté avec des termes germaniques. C'est la découverte en 1645, à Dombourg sur le littoral de la Zélande, de stèles romaines provenant du sanctuaire de Nehalennia, déesse celto-germanique, qui semble avoir déclenché l'hypothèse de Boxhorn. Il chercha en effet à interpréter ce nom par une racine commune à plusieurs langues européennes et en tira l'hypothèse d'une origine commune, qu'il exposa dans une lettre en flamand, intitulée Éclaircissements sur la déesse Nehalennia, inconnue jusqu'ici, adressée à Amélie de Solms-Braunfels. Cette lettre suscita des interrogations formulées dans un bref opuscule anonyme, intitulé Questions présentées au Sieur Marc Zuer van Boxhorn,. En réponse, Boxhorn élabora sa thèse dans l'essai Réponse en 1647. Une telle recherche s'inscrivait dans la quête d'une langue-mère pour l'humanité, quête marquée par le mythe de Babel. Cependant, l'idée d'une genèse des langues à partir de l'hébreu, courante jusqu'à la Renaissance, était entrée en crise, et d'autres modèles apparaissaient, qui remettaient parfois en cause l'idée d'une origine unique. Au début du XVIIe siècle, de nombreux savants cherchent des correspondances entre les langues. Les grammairiens germanophones mettent en avant l'originalité de leur famille de langue, première base de la différence qui fut ensuite imaginée entre Aryens et Sémites. Par ailleurs, dès les années 1600, François Ravlenghien, dit Raphelengius, avait signalé les proximités existant entre certains mots néerlandais et des mots persans, découverte popularisée par Juste Lipse. Boxhorn apportait à ces intuitions une démonstration plus systématique (lexicale et morphologique) et plus large. La langue originelle qu'il put imaginer à partir de ces comparaisons fut nommée le « scythique », d'après le nom des Scythes, peuple nomade des steppes eurasiatiques décrit par Hérodote.
Toutefois, le travail de Boxhorn n'eut pas une grande postérité. Ses travaux essentiels sur la question furent publiés en néerlandais et n'eurent donc pas la plus grande diffusion possible en Europe, et ils étaient marqués aussi par un fort patriotisme. La précipitation et le manque de soin marquent aussi ces travaux, comme sa Dissertation sur la symphonie qui unit Grecs, Romains et Germains, ainsi que leurs langues (1650), qui fut publiée en annexe d'une Grammaire royale, écrite pour Christine de Suède par Johan Matthiae. Boxhorn, qui envisageait un grand traité sur les origines scythes, était alors, depuis plusieurs années, un homme malade, extrêmement affaibli. Il meurt en 1653, et un an plus tard, Georges Horn, un de ses élèves publie son Livre des origines gauloises.
Les défauts de ses ouvrages et leur caractère inachevé, la faiblesse physique de Boxhorn dans ses dernières années, son incapacité à s'entendre avec son collègue Claude Saumaise qui cherchait aussi à comparer le grec, l'allemand et le perse, la faible renommée de ses élèves, autant de facteurs qui expliquent l'absence de postérité véritable des hypothèses de Boxhorn, le faible écho qu'elles rencontrèrent. Si ses hypothèses n'étaient pas totalement nouvelles, son enquête systématique fut aussi mal comprise : on lui reprocha de « forger une langue ». Le comparatisme des langues indo-européennes ne put débuter véritablement son histoire qu'avec les découvertes de Gaston-Laurent Cœurdoux et, vingt ans plus tard, William Jones.

## Ouvrages
- Theatrum sive Hollandiae comitatus et urbium nova descriptio, 1632.
- Quaestiones romanae, 1637. (= « Questions romaines », supra)
- Monumenta illustrium virorum et elogia, Amsterdam, 1638, en ligne.
- Historia obsidionis Bredanae, et rerum anni M.DC.XXXVII gestarum, 1640, 176 p.
- Chronijck van Zeelandt, eertijdts beschreven door d'heer Johan Reygersbergen, nu verbetert, ende vermeerdert, 2 vols., Middelburg, 1644, vol. 1 : 471 p., vol. 2 : 620 p.
- Nederlantsche historie. Eerste boeck, behelsende de eerste veranderingen in de godsdienst ende leere, neffen de harde vervolgingen daer over ontstaen in de Nederlanden, voor ende tot de tijden toe van keiser Karel de Viifde, Leyde, 1644, 214 p.
- Bediedinge van de tot noch toe onbekende afgodinne Nehalennia over de dusent ende meer jaren onder het sandt begraven, dan onlancx ontdeckt op het strandt van Walcheren in Zeelandt, Leyde, Willem Christiaens vander Boxe, 1647, 32 p. (= « Éclaircissements... », supra)
- Antwoord van Marcus Zuerius van Boxhorn, gegeven op de Vraaghen, hem voorgestelt over de Bediedinge van de afgodinne Nehalennia, onlancx uytghegeven, in welcke de ghemeine herkomste van der Griecken, Romeinen ende Duytschen Tale uyt den Scythen duydelijck bewesen, ende verscheiden Oudheden van dese Volckeren grondelijck ontdekt ende verklaert worden, Leyde, Willem Christiaens vander Boxe, 1647, 112 p. (= « Réponse », supra)
- De Graecorum, Romanorum et Germanorum linguis earumque symphonia dissertatio, Leyde, ex officina Guilielmi Christiani, 1650. (= « Dissertation sur... », supra)
- Historia universalis sacra et profana, a Christo nato ad annum usque MDCL, Leyde, 1651, 1072 p.
- Originum Gallicarum liber. In quo veteris et nobilissimae Gallorum gentis origines, antiquitates, mores, lingua et alia eruuntur et illustrantur. Cui accedit antiquae linguae Britannicae lexicon Britannico-Latinum, cum adiectis et insertis eiusdem authoris Adagiis Britannicis sapientiae veterum Druidum reliquiis et aliis antiquitatis Britannicae Gallicaeque nonnullis monumentis, 2 vols., Amsterdam, apud Ioannem Ianssonium, 1654, vol. 1 : 116 p., vol. 2 : 120 p. (= « Livre des origines gauloises », supra)
- Epistolae et poemata, Amsterdam, ex off. C. Commelini, 1662.
- Epistola de persicis Curtio memoratis vocabulis eorumque cum germanicis cognatione, praefatione, notis et additamentis instructa a Jo. Henr. von Seelen, avec William Burton, Λείψανα veteris linguae persicae, quae apud priscos scriptores graecos et latinos reperiri potuerunt, Lubecae, apud P. Boeckmannium, 1720.